# Tam Đa, Vĩnh Bảo
Tam Đa là một xã thuộc huyện Vĩnh Bảo, thành phố Hải Phòng, Việt Nam.
Xã Tam Đa có diện tích 5,28 km², dân số năm 1999 là 4633 người, mật độ dân số đạt 877 người/km².

## Vị trí địa lý
Tam Đa nằm ở phía Đông so với Thị trấn Vĩnh Bảo, tiếp giáp với xã: Nhân Hòa ở phía Tây Nam, Tân Liên ở phía Bắc, Liên Am ở phía Đông Nam và Huyện Tiên Lãng ở phía Đông

## Hành chính
Tam Đa có 7 thôn (làng)
- Lễ Hợp
- Đông
- Độ
- Hoa Đàm
- Chanh Dưới (Kinh Trì xưa)
- Chanh Trên (Kinh Trì xưa)
- Tràng